# Hugo Lindenberg
Hugo Lindenberg (geb. 21. Oktober 1978 in Paris) ist ein französischer Schriftsteller und Journalist.

## Biographie
Hugo Lindenberg ist der Sohn des Historikers und Essayisten Daniel Lindenberg.
2001 machte er seinen Abschluss in Jura (Maîtrise de droit public) an der Universität Paris I-Panthéon-Sorbonne und 2005 seinen Master in Journalismus an der ESJ Lille. Danach arbeitete Hugo Lindenberg als Journalist für verschiedene Zeitschriften, darunter Ça m'intéresse und Les Inrocks.
Im Jahr 2012 war er an der Einführung des Magazins Neon beteiligt. Im Jahr darauf wurde er stellvertretender Chefredakteur des Magazins Stylist. 
Ab 2017 war er außerdem Chefredakteur von Machin Chose, einem kostenlosen Magazin. Diese Funktion übte er bis 2018 aus. Seit 2019 ist er freier Journalist.
Seinen ersten Roman Un jour ce sera vide veröffentlichte er 2020 bei Christian Bourgois éditeur, der im Juni 2021 mit dem Prix du Livre Inter ausgezeichnet wurde. Un jour ce sera vide wurde im März 2023 auf Deutsch unter dem Titel Eines Tages wird es leer sein veröffentlicht, übersetzt von Lena Müller.
Am 23. August 2023 erscheint sein zweiter Roman bei Flammarion unter dem Titel La nuit imaginaire.

## Bibliografie
- Un jour ce sera vide. Christian Bourgois éditeur, Paris, 2020, ISBN 978-2-267-03267-3 (Deutsche Ausgabe: Eines Tages wird es leer sein, Edition Nautilus, 2023, ISBN 978-3-96054-311-4)
- La nuit imaginaire, Flammarion, Paris, 2023, ISBN 2-080-42759-8